# Yoichi Takahashi
Yoichi Takahashi (高橋陽一, Takahashi Yōichi, nascido em 28 de julho de 1960) é um mangaká. O seu maior trabalho foi Captain Tsubasa, série de mangá e anime que foi exportado para vários lugares do mundo, e recebeu o nome de Super Campeões no Brasil e Campeões: Oliver e Benji em Portugal. O anime foi promovido por uma organização de esportes japonesa, já que o desenho fala sobre futebol. Os japoneses tinham em mente promover o esporte no pais.

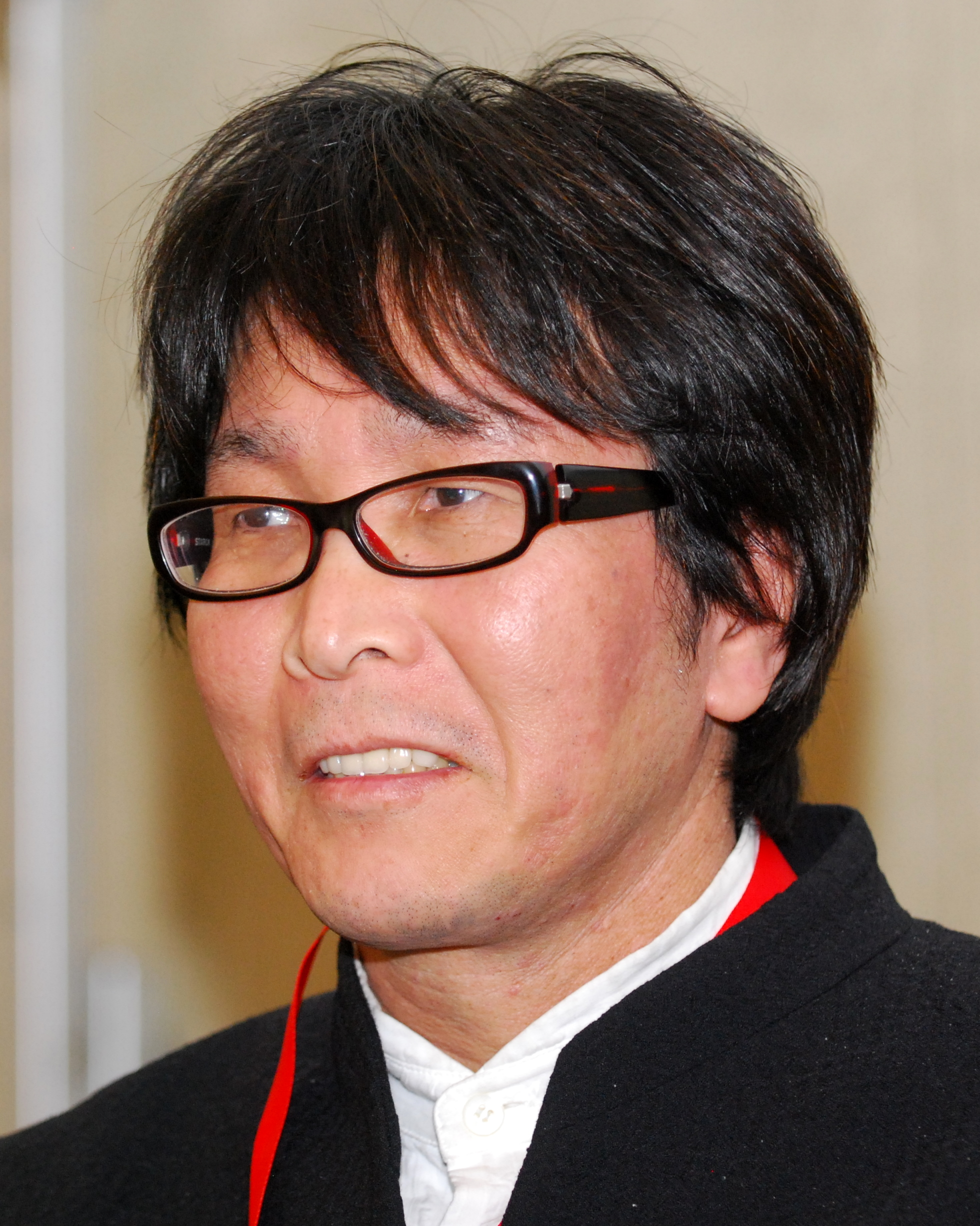
Yōichi Takahashi

Outros dos trabalhos mais conhecidos e recentes dele também é Hungry Heart - Wild Striker, publicado na revista Akita Shoten, que também é de futebol, porém tratado de um jeito mais realístico.